# Đảo Hantu
Pulau Hantu hay đảo Quỷ, là hòn đảo nhỏ ngoài khơi phía Nam Singapore. Trong tiếng Mã Lai Pulau Hantu có nghĩa là "hòn đảo của những bóng ma" vì người ta tin rằng hồn ma của các chiến binh Mã Lai cổ xưa vẫn lang thang trên đảo sau cuộc tử chiến tai đôi của họ tại đây.
Pulau Hantu được tạo thành từ hai hòn đảo nhỏ là Pulau Hantu Besar (Đảo ma lớn) và Pulau Hantu Kechil (Đảo ma nhỏ), với tổng diện tích 12,6 ha, cả hai đều có những khu dã ngoại và chòi nghỉ cho một ngày thú vị ngoài trời.
Với những vùng vịnh, bãi biển nằm rải rác kèm theo làn nước trong xanh đã khiến nơi đây trở thành địa điểm tuyệt vời cho các hoạt động như câu cá, bơi lội và lặn snorkelling. Sinh vật biển và san hô ở đây cũng rất phong phú.